# Luigi Crippa

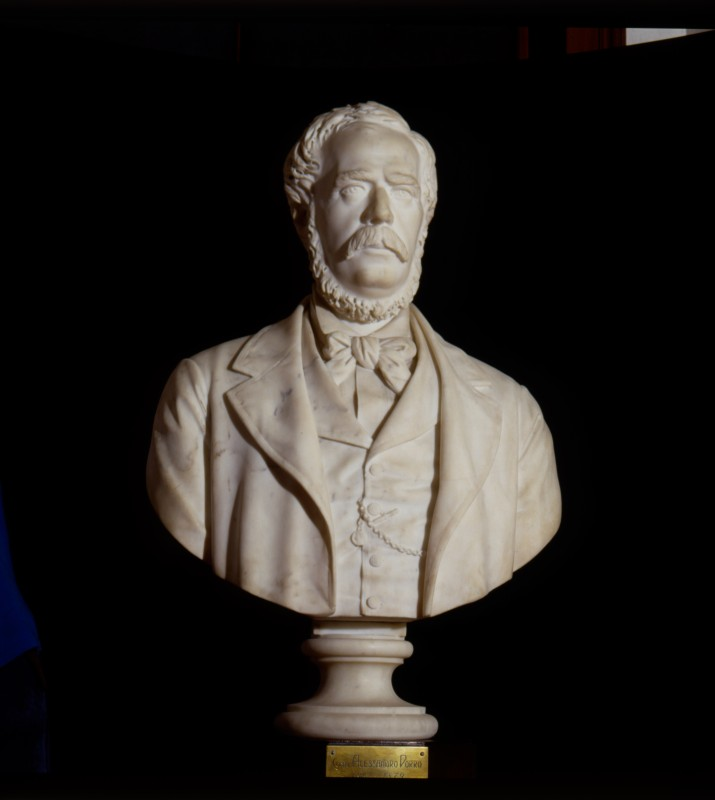
L.Crippa, Ritratto del conte Alessandro Porro, 1879 (Fondazione Cariplo)

Luigi Crippa (Monza, 2 gennaio 1838 – Sovico, 5 gennaio 1895) è stato uno scultore italiano.

## Biografia
Nato a Monza, studia scultura a Milano all'Accademia di Brera dove è allievo di Pompeo Marchesi. 

Inizia ad esporre nel 1859 a Torino; dall'anno seguente espone con successo alle mostre annuali di Brera: nel 1862 vi espone il gruppo marmoreo Venere che scherza con Amore che viene acquistato dal Principe Umberto per la Villa Reale di Monza.
Nel corso degli anni '60 esegue varie sculture per committenti pubblici e privati: per il Duomo di Milano, per il Cimitero Monumentale di Milano (sepolcro Maccia), per il Duomo di Sacile. Altri lavori sono a Pallanza, Chiari, Rho, Pavia.
Negli anni '70 è impegnato nella statuaria ufficiale con numerosi monumenti dedicati a Vittorio Emanuele II: a Roma (Pincio), a Sondrio e a Monza.
Alcune tra le sue opere sono conservate presso la Galleria d'Arte Moderna di Milano (Genio funerario) e presso il Museo Civico di Padova (Bimbo con palla, del 1874).